# Ochthebius pedicularius
Ochthebius pedicularius är en skalbaggsart som beskrevs av August Ferdinand Kuwert 1887. Ochthebius pedicularius ingår i släktet Ochthebius och familjen vattenbrynsbaggar.

## Underarter
Arten delas in i följande underarter:
- O. p. medius
- O. p. pedicularius